# Chime (大塚愛の曲)
「Chime」（チャイム）は、日本のシンガーソングライター、大塚愛の楽曲。大塚の26枚目のシングルとして2019年9月4日にavex traxから発売された。

## 概要
CDシングルとしては前作「ドラセナ」から約1年ぶりとなるリリース。
表題曲は、テレビ東京ほかで放送のアニメ『フルーツバスケット』第2クールのオープニングテーマとして書き下ろされた楽曲で、大塚がアニメ主題歌を担当するのは「黒毛和牛上塩タン焼680円」「ドラセナ」に続いて3作目となる。大塚は本楽曲に関して、「もともとは4年ほど前に作っていた曲で、それをもとにしながら、歌詞の方向を、物語に合わせてなおしていきました。歌詞には、すべてが完璧でなくていいんだ、だから人は誰かと出会っていくんだ、という気持ちを込めています」と語っている。
カップリングには、『キットカット 毎日のナッツ&クランベリー』のテーマソングに起用された「kit palette」と、2014年にトミタ栞への提供楽曲「だめだめだ」を英語でセルフカヴァーした「XOX」が収録されている。配信限定シングルには、「だめだめだ」の日本語セルフカヴァーが収録されている。
CDのみ、CD＋DVD、CD＋Blu-ray disc、ファンクラブ・mu-mo・会場限定盤の4種類がリリースされた。付属DVDとBlu-rayには、ライブツアー『愛 am BEST, too tour 2019～イエス!ここが家ッス!～』の2019年5月2日に行われたZepp DiverCity公演の模様や「Chime」のミュージックビデオが収録されており、ファンクラブ・mu-mo・会場限定盤は豪華BOX仕様でA4サイズのツアーフォトカード集が同梱されている。
2020年10月7日、音楽ユニット・AmPmによるリミックスがデジタルシングルとして発売された。AmPmはこの曲について、「Remixについては、色んな楽曲を担当させていただきましたが、今回が一番難しいRemixでした。原曲の持つ疾走感、大塚さんの芯のある歌声…「いじるところあるかな？」「そもそも完成するかな？」と、いつになく試行錯誤して制作しました。TVアニメ「フルーツバスケット」1st season第2クールのOP曲として起用された楽曲ですが、今回のRemixでED曲のような感じに仕上げています。原曲が始まりのChimeだとしたら、このRemixは終わりのChime。ただ終わるだけじゃなくて、明日に繋がる終わりのChimeとして聴いてもらえると嬉しいです」と述べている。

## シングル収録内容
| #         | タイトル                      | 作詞           | 作曲      | 編曲       | ストリングス編曲 | 時間  |
| --------- | ----------------------------- | -------------- | --------- | ---------- | ---------------- | ----- |
| 1.        | 「Chime」                     | aio            | aio       | aio・hiroo | 弦一徹           | 3:55  |
| 2.        | 「kit palette」               | aio            | aio       | aio・cap   |                  | 3:55  |
| 3.        | 「XOX」                       | Kate Beck・mpl | aio       | aio・hiroo |                  | 3:21  |
| 4.        | 「Chime」(Instrumental)       |                |           |            |                  | 3:55  |
| 5.        | 「kit palette」(Instrumental) |                |           |            |                  | 3:55  |
| 6.        | 「XOX」(Instrumental)         |                |           |            |                  | 3:20  |
| 合計時間: | 合計時間:                     | 合計時間:      | 合計時間: | 合計時間:  | 合計時間:        | 22:21 |

| #         | タイトル        | 作詞・作曲 | 編曲       | 時間  |
| --------- | --------------- | ---------- | ---------- | ----- |
| 1.        | 「Chime」       |            |            | 3:55  |
| 2.        | 「kit palette」 |            |            | 3:54  |
| 3.        | 「XOX」         |            |            | 3:20  |
| 4.        | 「だめだめだ」  | aio        | aio・hiroo | 3:19  |
| 合計時間: | 合計時間:       | 合計時間:  | 合計時間:  | 14:28 |

| #         | タイトル              | 作詞      | 作曲・編曲 | リミックス | 時間 |
| --------- | --------------------- | --------- | ---------- | ---------- | ---- |
| 1.        | 「Chime」(AmPm Remix) |           |            | AmPm       | 4:03 |
| 合計時間: | 合計時間:             | 合計時間: | 4:03       |            |      |

| #         | タイトル                                                  | 作詞   | 作曲・編曲 | 時間 |
| --------- | --------------------------------------------------------- | ------ | ---------- | ---- |
| 1.        | 「私」                                                    |        |            | 6:17 |
| 2.        | 「黒毛和牛上塩タン焼680円」                               |        |            | 3:58 |
| 3.        | 「Cherish」                                               |        |            | 4:48 |
| 4.        | 「モアモア」                                              |        |            | 3:41 |
| 5.        | 「君フェチ」                                              |        |            | 4:27 |
| 6.        | 「パラレルワールド」                                      |        |            | 4:05 |
| 7.        | 「シヤチハタ」                                            |        |            | 4:10 |
| 8.        | 「恋愛写真」                                              |        |            | 6:56 |
| 9.        | 「桃ノ花ビラ」                                            |        |            | 5:45 |
| 10.       | 「クムリウタ」                                            |        |            | 7:56 |
| 11.       | 「ネコに風船」                                            |        |            | 5:32 |
| 12.       | 「日々、生きていれば」                                    |        |            | 4:56 |
| 13.       | 「ポケット」                                              |        |            | 5:59 |
| 14.       | 「空とくじら」                                            |        |            | 4:43 |
| 15.       | 「Dear, you」                                             |        |            | 5:31 |
| 16.       | 「pretty voice」                                          |        |            | 4:45 |
| 17.       | 「ポンポン」                                              |        |            | 2:21 |
| 18.       | 「フレンジャー」                                          |        |            | 3:50 |
| 19.       | 「さくらんぼ」                                            |        |            | 4:36 |
| 20.       | 「Re:NAME」                                               |        |            | 5:01 |
| 21.       | 「kit palette」                                           |        |            | 4:10 |
| 22.       | 「TOUR BACKSTAGE & MC」                                   |        |            |      |
| 23.       | 「Chime」(Music Video)                                    |        |            | 3:55 |
| 24.       | 「kit palette」(KITKAT collaboration movie - Bonus Movie) |        |            | 2:38 |
| 合計時間: | 合計時間:                                                 | 110:00 |            |      |

## 参加ミュージシャン・クレジット
| Chime - Bass：山口寛雄 - Guitars：友森昭一 - Drums：沼澤尚 - Strings：弦一徹ストリングス - Programming & Other Instruments：山口寛雄 - Recording & Mixing Engineer：牧野英司 kit palette - Bass: 沖山優司 - Drums: 沼澤尚 - Guitars: 名越由貴夫 - Programming & Other Instruments: cap - Recording & Mixing Engineer: 大西慶明 (prime sound studio form) | XOX - Bass: 山口寛雄 - Guitars: 藤井謙二 - Drums: 沼澤尚 - Programming & Other Instruments: 山口寛雄 - Recording Engineer: 牧野英司, 秋葉知伸 - Mixing Engineer: 牧野英司 - Mastered by 小柳令奈 (form THEM MASTER) |

## 収録アルバム
Chime
- 『フルーツバスケット 1st season original sound collection』（2019年10月18日）
- 『LOVE IS BORN ～16th Anniversary 2019～ at 日比谷野外音楽堂 2019.09.08』（2020年1月15日）※ライブバージョン
- 『犬塚 愛 One on One Collaboration』（2021年2月3日）※AmPm Remix
- 『LOVE POP』（2021年12月8日）
- 『フルーツバスケット THEME SONG BEST』（2022年2月16日）
- 『LOVE POP TOUR 2022～もろこし振ったらもろ腰にきた！～』（2022年9月7日）※ライブバージョン

kit palette
- 『愛 am BEST, too tour 2019 ～イエス！ここが家ッス！～ at WWW X 2019.05.10』（2019年9月4日）※ライブバージョン
- 『LOVE IS BORN ～16th Anniversary 2019～ at 日比谷野外音楽堂 2019.09.08』（2020年1月15日）※ライブバージョン

XOX
- 『LOVE IS BORN ～16th Anniversary 2019～ at 日比谷野外音楽堂 2019.09.08』（2020年1月15日）※ライブバージョン
- 『LOVE IS BORN ～17th Anniversary 2020～ (Studio Live 2020.09.05)』（2021年2月3日）※ライブバージョン